# Jeannette Louise Bouvier
Jeannette Louise Bouvier dite Sœur Bouvier née le 20 juin 1869 à Saint-Eusèbe (Haute-Savoie) et morte le 6 novembre 1965 à Lyon, est une religieuse, sœur hospitalière sage-femme et directrice de la maternité de l’Hôtel-Dieu de Lyon.

## Biographie
Jeannette Louise Bouvier nait le 20 juin 1869, dans une famille d’agriculteurs en Haute-Savoie.
À Lyon, elle entre chez les sœurs hospitalières comme novice. Le 2 mai 1890, âgée de 20 ans, elle prend l’habit de religieuse : robe noire avec bavette blanche et coiffe blanche à cornette ; puis lors de la cérémonie elle reçoit la croix d'argent, ornée de la piéta, emblème de l'Hôtel-Dieu.
Elle obtient son diplôme d’accoucheuse en juillet 1903. En 1909, elle devient directrice de la maternité de l’Hôtel-Dieu.
Elle est une sage-femme reconnue pour sa gentillesse, son dévouement. Elle assiste des générations de lyonnaises lors d'accouchements, elle est ainsi surnommée « La sœur aux 100 000 enfants ». Elle se consacre au service des patientes pendant 65 ans. Sa carrière est remarquable par cette longévité exceptionnelle ; elle travaille jusqu'à l'âge de 86 ans. En 1955, elle est mise en retraite.
Elle meurt le 6 novembre 1965, à l’Hôtel-Dieu au no 1 place de l’Hôpital, à Lyon.
Elle est inhumée dans le carré des religieuses au cimetière de la Guillotière.

## Hommage
Une rue porte son nom dans le 5e arrondissement de Lyon. Le chemin de Saint-Irénée à Sainte-Foy est devenu rue Sœur-Bouvier le 23 janvier 1967.

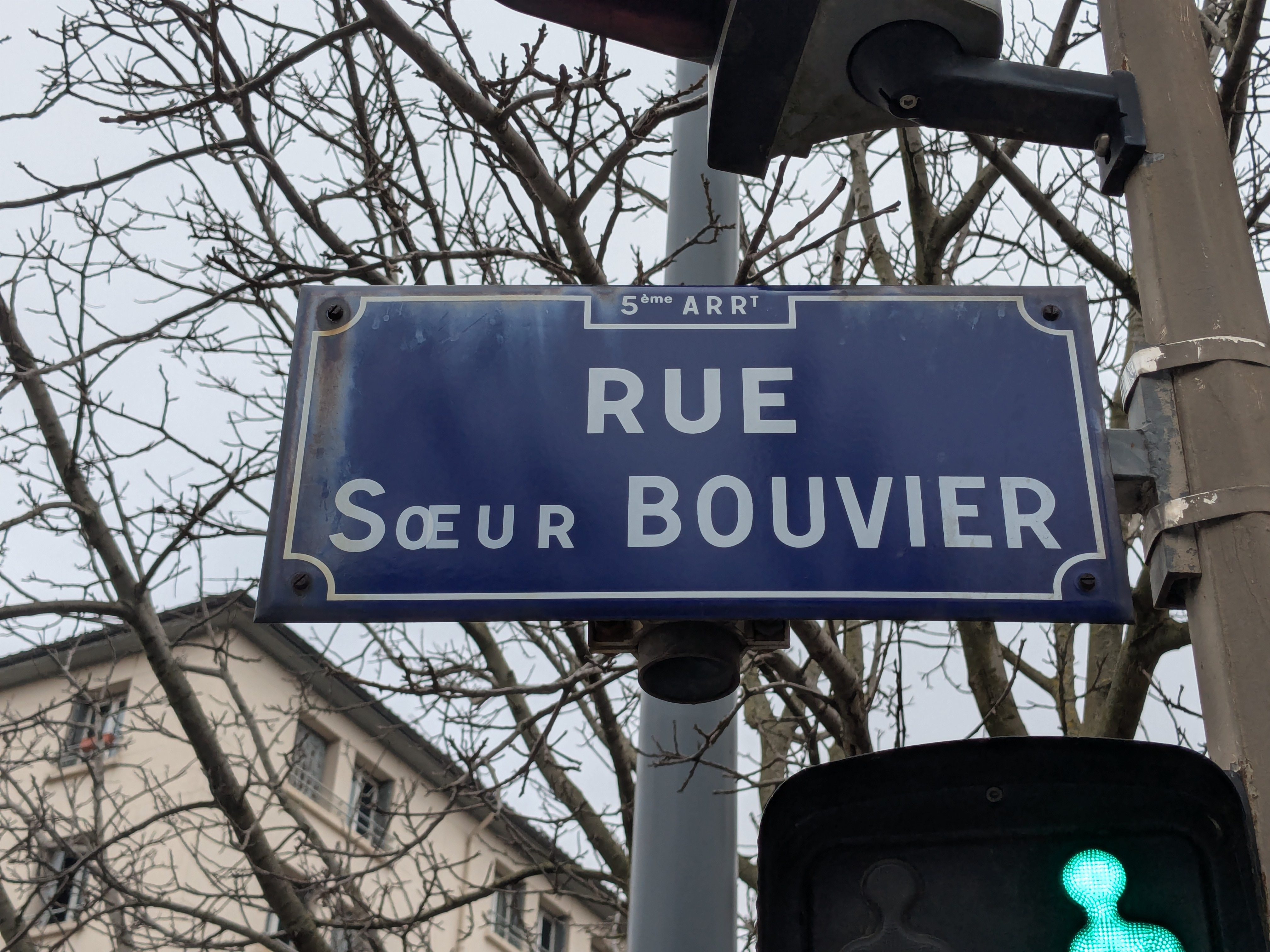
Plaque de la rue Sœur Bouvier, à Lyon.

## Distinction
Jeanne Louise Bouvier reçoit plusieurs distinctions tout au long de sa carrière, notamment celles-ci :
En 1919, le ministère de la guerre décerne des médailles d’honneur des épidémies aux infirmiers. Avec ses collègues sœurs hospitalières ou infirmières des salles de chirurgie ou de médecine de l’Hôtel-Dieu, elle reçoit une mention honorable, pour son dévouement au cours de diverses épidémies.
En 1931, elle reçoit la médaille d’honneur de l’assistance publique, médaille d'argent attribuée pour les services exceptionnels rendus à l’Assistance publique. Médaille d’argent.
Le 28 septembre 1941, elle est décorée par le Maréchal Pétain en visite à Lyon, de la médaille de chevalier de la légion d’honneur.
Elle reçoit aussi les palmes académiques.